# (366) Vincentina
Pour les articles homonymes, voir Vincent.
(366) Vincentina est un astéroïde de la ceinture principale découvert par Auguste Charlois le 21 mars 1893.